# Ка Миро (Ла Специја)
Ка Миро је насеље у Италији у округу Ла Специја, региону Лигурија.
Према процени из 2011. у насељу је живело 226 становника. Насеље се налази на надморској висини од 62 м.